# Ԙ
Yae hay Yæ (Ԙ ԙ, chữ nghiêng: Ԙ ԙ) là một chữ cái trong bảng chữ cái Kirin. Nó là dạng chữ ghép của Я (Ya) và Е (E).
Yae được sử dụng trong bảng chữ cái cổ của các ngôn ngữ Mordvin, nó đại diện cho âm /jæ/, giống như cách phát âm của ⟨ya⟩ trong "yak".

## Mã máy tính
| Kí tự               | Ԙ                           | Ԙ                           | ԙ                         | ԙ                         |
| ------------------- | --------------------------- | --------------------------- | ------------------------- | ------------------------- |
| Tên Unicode         | CYRILLIC CAPITAL LETTER YAE | CYRILLIC CAPITAL LETTER YAE | CYRILLIC SMALL LETTER YAE | CYRILLIC SMALL LETTER YAE |
| Mã hóa ký tự        | decimal                     | hex                         | decimal                   | hex                       |
| Unicode             | 1304                        | U+0518                      | 1305                      | U+0519                    |
| UTF-8               | 212 152                     | D4 98                       | 212 153                   | D4 99                     |
| Tham chiếu ký tự số | &#1304;                     | &#x518;                     | &#1305;                   | &#x519;                   |